# 神奈川県第9区
神奈川県第9区（かながわけんだい9く）は、日本の衆議院議員総選挙における選挙区。1994年（平成6年）の公職選挙法改正で設置。

## 区域

### 現在の区域
2022年（令和4年）公職選挙法改正以降の区域は以下のとおりである。宮前区は19区に移行したため、2017年以前の区域に戻った。
- 川崎市
  - 多摩区
  - 麻生区

### 2017年から2022年までの区域
2017年（平成29年）公職選挙法改正から2022年の小選挙区改定までの区域は以下のとおりである。2017年に宮前区の一部が18区から本区に移行している。
- 川崎市
  - 多摩区
  - 宮前区
    - 向丘出張所管内の神木本町1〜5丁目

  - 麻生区

### 2002年から2017年までの区域
2002年（平成14年）公職選挙法改正から2017年の小選挙区改定までの区域は以下のとおりである。2002年に高津区は本区から18区へ移行。
- 川崎市
  - 多摩区
  - 麻生区

### 2002年以前の区域
1994年（平成6年）公職選挙法改正から2002年の小選挙区改定までの区域は以下のとおりである。
- 川崎市
  - 高津区
  - 多摩区
  - 麻生区

## 歴史
中選挙区制時代には、全域が神奈川県第2区に属した。1994年（平成6年）の小選挙区設置後、2002年（平成14年）の区割り改正、2017年（平成29年）の区割り改正を経て、現行の区域となっている。
1996年（平成8年）の第41回衆議院議員総選挙と2000年（平成12年）の第42回衆議院議員総選挙では、中選挙区制時代からこの区域を地盤としていた松沢成文（新進党→民主党）が議席を確保した。松沢は、2003年（平成15年）4月の第15回統一地方選挙の際に行われた神奈川県知事選挙に衆議院議員を辞職して無所属で出馬し、当選した。同年11月に行われた第43回衆議院議員総選挙では、民主党の笠浩史が当選するも、2005年（平成17年）には小泉旋風の中、自民党の山内康一が3,795票差の接戦を制し小選挙区当選、笠は比例復活した。2009年（平成21年）には民主党への追い風の中で笠が大差を付けて当選した。2012年（平成24年）の第46回衆議院議員総選挙では、民主党全体に猛烈な逆風が吹き荒れる中、笠が9,078票差で接戦を制し、神奈川県内で唯一の小選挙区の民主党議席を死守した。また、2位の自民党・中山展宏、3位のみんなの党・椎名毅も揃って比例復活した。
2014年（平成26年）の第47回衆議院議員総選挙で4,543票差、2017年（平成29年）の第48回衆議院議員総選挙では1,712票差と、笠が党派を変えた影響もあるが中山の得票差は徐々に縮まる流れとなっていた。その後、希望の党が解散して笠は無所属となり2020年（令和2年）には立憲民主党に合流。迎えた翌2021年（令和3年）の第49回衆議院議員総選挙では、中山の小選挙区初勝利も期待される中で笠が前回よりも大きく票差を広げて議席を死守。またしても中山は比例復活となった。2024年（令和6年）の第50回衆議院議員総選挙では、笠が前回よりも更に大きく票差を広げて当選し、中山は比例復活もならず落選した。

## 小選挙区選出議員
| 選挙名                 | 年     | 当選者   | 党派       |
| ---------------------- | ------ | -------- | ---------- |
| 第41回衆議院議員総選挙 | 1996年 | 松沢成文 | 新進党     |
| 第42回衆議院議員総選挙 | 2000年 | 松沢成文 | 民主党     |
| 第43回衆議院議員総選挙 | 2003年 | 笠浩史   | 民主党     |
| 第44回衆議院議員総選挙 | 2005年 | 山内康一 | 自由民主党 |
| 第45回衆議院議員総選挙 | 2009年 | 笠浩史   | 民主党     |
| 第46回衆議院議員総選挙 | 2012年 | 笠浩史   | 民主党     |
| 第47回衆議院議員総選挙 | 2014年 | 笠浩史   | 民主党     |
| 第48回衆議院議員総選挙 | 2017年 | 笠浩史   | 希望の党   |
| 第49回衆議院議員総選挙 | 2021年 | 笠浩史   | 立憲民主党 |
| 第50回衆議院議員総選挙 | 2024年 | 笠浩史   | 立憲民主党 |

## 選挙結果
時の内閣：第1次石破内閣 解散日：2024年10月9日 公示日：2024年10月15日
当日有権者数：33万4691人 最終投票率：57.98%（前回比：1.49%） （全国投票率：53.85%（2.08%））
| 当落 | 候補者名 | 年齢 | 所属党派     | 新旧 | 得票数   | 得票率 | 惜敗率 | 推薦・支持 | 重複 |
| ---- | -------- | ---- | ------------ | ---- | -------- | ------ | ------ | ---------- | ---- |
| 当   | 笠浩史   | 59   | 立憲民主党   | 前   | 93,878票 | 49.58% | ――     |            | ○    |
|      | 中山展宏 | 56   | 自由民主党   | 前   | 52,358票 | 27.65% | 55.77% | 公明党推薦 | ○    |
|      | 吉田大成 | 54   | 日本維新の会 | 新   | 24,283票 | 12.82% | 25.87% |            | ○    |
|      | 赤石博子 | 63   | 日本共産党   | 新   | 18,835票 | 9.95%  | 20.06% |            |      |

時の内閣：第1次岸田内閣 解散日：2021年10月14日 公示日：2021年10月19日
当日有権者数：33万8241人 最終投票率：59.47%（前回比：4.42%） （全国投票率：55.93%（2.25%））
| 当落 | 候補者名 | 年齢 | 所属党派     | 新旧 | 得票数   | 得票率 | 惜敗率 | 推薦・支持 | 重複 |
| ---- | -------- | ---- | ------------ | ---- | -------- | ------ | ------ | ---------- | ---- |
| 当   | 笠浩史   | 56   | 立憲民主党   | 前   | 83,847票 | 42.40% | ――     |            | ○    |
| 比当 | 中山展宏 | 53   | 自由民主党   | 前   | 68,918票 | 34.85% | 82.19% | 公明党推薦 | ○    |
|      | 吉田大成 | 51   | 日本維新の会 | 新   | 24,547票 | 12.41% | 29.28% |            | ○    |
|      | 斉藤温   | 30   | 日本共産党   | 新   | 20,432票 | 10.33% | 24.37% |            |      |

- 吉田は第47回は民主党公認で山形3区から立候補したが落選。
- 斉藤は2023年の川崎市議会議員選挙（川崎市麻生区選挙区）に立候補し当選。

時の内閣：第3次安倍第3次改造内閣 解散日：2017年9月28日 公示日：2017年10月10日
当日有権者数：32万7305人 最終投票率：55.05%（前回比：1.61%） （全国投票率：53.68%（1.02%））
| 当落 | 候補者名 | 年齢 | 所属党派   | 新旧 | 得票数   | 得票率 | 惜敗率 | 推薦・支持 | 重複 |
| ---- | -------- | ---- | ---------- | ---- | -------- | ------ | ------ | ---------- | ---- |
| 当   | 笠浩史   | 52   | 希望の党   | 前   | 72,531票 | 41.30% | ――     |            | ○    |
| 比当 | 中山展宏 | 49   | 自由民主党 | 前   | 70,819票 | 40.32% | 97.64% | 公明党     | ○    |
|      | 斉藤温   | 26   | 日本共産党 | 新   | 32,290票 | 18.38% | 44.52% |            |      |

時の内閣：第2次安倍改造内閣 解散日：2014年11月21日 公示日：2014年12月2日
当日有権者数：30万7305人 最終投票率：56.66%（前回比：5.45%） （全国投票率：52.66%（6.66%））
| 当落 | 候補者名 | 年齢 | 所属党派   | 新旧 | 得票数   | 得票率 | 惜敗率 | 推薦・支持 | 重複 |
| ---- | -------- | ---- | ---------- | ---- | -------- | ------ | ------ | ---------- | ---- |
| 当   | 笠浩史   | 49   | 民主党     | 前   | 64,534票 | 37.87% | ――     |            | ○    |
| 比当 | 中山展宏 | 46   | 自由民主党 | 前   | 59,991票 | 35.20% | 92.96% | 公明党     | ○    |
|      | 椎名毅   | 39   | 維新の党   | 前   | 27,762票 | 16.29% | 43.02% |            | ○    |
|      | 堀口望   | 38   | 日本共産党 | 新   | 18,134票 | 10.64% | 28.10% |            |      |

時の内閣：野田第3次改造内閣 解散日：2012年11月16日 公示日：2012年12月4日 最終投票率：62.11% （全国投票率：59.32%（9.96%））
| 当落 | 候補者名 | 年齢 | 所属党派   | 新旧 | 得票数   | 得票率 | 惜敗率 | 推薦・支持       | 重複 |
| ---- | -------- | ---- | ---------- | ---- | -------- | ------ | ------ | ---------------- | ---- |
| 当   | 笠浩史   | 47   | 民主党     | 前   | 67,448票 | 36.85% | ――     | 国民新党         | ○    |
| 比当 | 中山展宏 | 44   | 自由民主党 | 新   | 58,370票 | 31.89% | 86.54% | 公明党、新党改革 | ○    |
| 比当 | 椎名毅   | 37   | みんなの党 | 新   | 41,454票 | 22.65% | 61.46% | 日本維新の会     | ○    |
|      | 堀口望   | 36   | 日本共産党 | 新   | 15,773票 | 8.62%  | 23.39% |                  |      |

時の内閣：麻生内閣 解散日：2009年7月21日 公示日：2009年8月18日 （全国投票率：69.28%（1.77%））
| 当落 | 候補者名   | 年齢 | 所属党派   | 新旧 | 得票数    | 得票率 | 惜敗率 | 推薦・支持 | 重複 |
| ---- | ---------- | ---- | ---------- | ---- | --------- | ------ | ------ | ---------- | ---- |
| 当   | 笠浩史     | 44   | 民主党     | 前   | 127,219票 | 63.54% | ――     |            | ○    |
|      | 中山展宏   | 40   | 自由民主党 | 新   | 49,274票  | 24.61% | 38.73% |            | ○    |
|      | 利根川武矩 | 65   | 日本共産党 | 新   | 16,239票  | 8.11%  | 12.76% |            |      |
|      | 須藤教成   | 29   | 無所属     | 新   | 4,423票   | 2.21%  | 3.48%  |            | ×    |
|      | 小口裕嗣   | 32   | 幸福実現党 | 新   | 3,055票   | 1.53%  | 2.40%  |            |      |

- 山内は第45回前の解散直後にみんなの党の結成に参加、比例北関東ブロック単独候補として当選。第47回は埼玉県第13区、第48回・49回は福岡県第3区で活動。

時の内閣：第2次小泉改造内閣 解散日：2005年8月8日 公示日：2005年8月30日 （全国投票率：67.51%（7.65%））
| 当落 | 候補者名 | 年齢 | 所属党派   | 新旧 | 得票数   | 得票率 | 惜敗率 | 推薦・支持 | 重複 |
| ---- | -------- | ---- | ---------- | ---- | -------- | ------ | ------ | ---------- | ---- |
| 当   | 山内康一 | 32   | 自由民主党 | 新   | 86,673票 | 46.55% | ――     |            | ○    |
| 比当 | 笠浩史   | 40   | 民主党     | 前   | 82,878票 | 44.51% | 95.62% |            | ○    |
|      | 鴨下元   | 27   | 日本共産党 | 新   | 16,636票 | 8.94%  | 19.19% |            |      |

時の内閣：第1次小泉第2次改造内閣 解散日：2003年10月10日 公示日：2003年10月28日 （全国投票率：59.86%（2.63%））
| 当落 | 候補者名 | 年齢 | 所属党派   | 新旧 | 得票数   | 得票率 | 惜敗率 | 推薦・支持 | 重複 |
| ---- | -------- | ---- | ---------- | ---- | -------- | ------ | ------ | ---------- | ---- |
| 当   | 笠浩史   | 38   | 民主党     | 新   | 78,590票 | 50.33% | ――     |            | ○    |
|      | 中港拓   | 34   | 自由民主党 | 新   | 57,457票 | 36.80% | 73.11% |            | ○    |
|      | 鴨下元   | 25   | 日本共産党 | 新   | 14,409票 | 9.23%  | 18.33% |            |      |
|      | 小林武治 | 61   | 無所属     | 新   | 5,696票  | 3.65%  | 7.25%  |            | ×    |

時の内閣：第1次森内閣 解散日：2000年6月2日 公示日：2000年6月13日 （全国投票率：62.49%（2.84%））
| 当落 | 候補者名 | 年齢 | 所属党派   | 新旧 | 得票数    | 得票率 | 惜敗率 | 推薦・支持 | 重複 |
| ---- | -------- | ---- | ---------- | ---- | --------- | ------ | ------ | ---------- | ---- |
| 当   | 松沢成文 | 42   | 民主党     | 前   | 122,551票 | 52.62% | ――     |            | ○    |
|      | 小川栄一 | 56   | 自由民主党 | 新   | 64,981票  | 27.90% | 53.02% |            | ○    |
|      | 井口真美 | 39   | 日本共産党 | 新   | 39,751票  | 17.07% | 32.44% |            |      |
|      | 舘澤恵一 | 49   | 自由連合   | 新   | 5,633票   | 2.42%  | 4.60%  |            |      |

- 松沢は2003年より神奈川県知事。

時の内閣：第1次橋本内閣 解散日：1996年9月27日 公示日：1996年10月8日 （全国投票率：59.65%（8.11%））
| 当落 | 候補者名 | 年齢 | 所属党派   | 新旧 | 得票数   | 得票率 | 惜敗率 | 推薦・支持 | 重複 |
| ---- | -------- | ---- | ---------- | ---- | -------- | ------ | ------ | ---------- | ---- |
| 当   | 松沢成文 | 38   | 新進党     | 前   | 72,147票 | 35.07% | ――     |            |      |
|      | 小川栄一 | 52   | 自由民主党 | 新   | 50,423票 | 24.51% | 69.89% |            | ○    |
|      | 小西正典 | 46   | 民主党     | 新   | 46,782票 | 22.74% | 64.84% |            | ○    |
|      | 藤井一夫 | 56   | 日本共産党 | 新   | 33,596票 | 16.33% | 46.57% |            |      |
|      | 高木規   | 26   | 自由連合   | 新   | 2,788票  | 1.36%  | 3.86%  |            |      |